# 대전광역시한밭도서관
대전광역시한밭도서관(大田廣域市-圖書館, Daejeon Metropolitan City Hanbat Library)은 도서 및 그 밖의 자료를 비치하여 대전광역시민이 열람 또는 이용할 수 있도록 하고, 지방문화예술 발전과 평생교육 진흥을 위한 편의를 도모하기 위하여 대전광역시청 산하에 설치된 사업소이다.
도서관장은 지방서기관으로 보한다.

## 연혁
- 1989년 12월 20일: 대전광역시 공공도서관으로 개관
- 1991년 6월 1일: 향토샤료관 개실
- 1995년 1월 1일: 대전광역시 한밭도서관으로 변경

## 조직
관장
- 관리과
- 자료정책과
- 자료운영과